# Beraea aureomarginata
Beraea aureomarginata är en nattsländeart som beskrevs av Martin E. Mosely 1930. Beraea aureomarginata ingår i släktet Beraea och familjen sandrörsnattsländor. Inga underarter finns listade i Catalogue of Life.